# Karel Řežábek
Karel Řežábek (* 21. ledna 1968, Dvůr Králové nad Labem) je český protestantský duchovní, kouč, hudebník, skladatel a překladatel duchovních písní a publicista.
Od roku 1992 vede jako pastor Sbor Křesťanské společenství Plzeň. V letech 1992–2001 moderoval živě vysílané pořady TWR a ČRo Plzeň. Se skupinami Agapé, Tydlidum, Proskairos a Filia natočil celkem 15 CD (údaj platný k lednu 2020). Je autorem knih s duchovní tematikou.
Věnuje se osobnostnímu a vztahovému koučinku a vedení kurzů vztahových a rodičovských dovedností: jedenplusjedna, 4 klíče k úspěšnému partnerskému vztahu, 4 klíče k úspěšnému rodičovství. Také se specializuje na osobnostní typologii (4barevný kód temperamentu a MBTI) a na její praktické využití v osobních a pracovních vztazích. V roce 2011 úspěšně završil MBTI® Certifikační program vypsaný Americkou manažerskou asociací (AMA). Vedle získání mezinárodně platného certifikátu MBTI® Step I™ se stal prvním držitelem certifikátu MBTI® Step II™ v České republice.
Roku 1986 se oženil; s manželkou Dagmar má čtyři, již dospělé děti.

## Knihy
- Svatyně a cesta k dospělosti. 1. vyd. Praha, KMS – Křesťanská misijní společnost 1998. 135 s.
- Mozaika – citáty o vztazích (s Hanou Pinknerovou). 1. vyd. Brno, Postilla s.r.o. 2002. 76 s.
- O Boží otcovské lásce s Karlem Řežábkem. 1. vyd. Karmelitánské nakladatelství 2009. 95 s.
- Reptání a duchovní koroze. 1. vyd. Karmelitánské nakladatelství 2014. 69 s.

## Hudební díla
| Název                                      | Spoluautorství   |
| ------------------------------------------ | ---------------- |
| Advent                                     |                  |
| Amen, amen                                 |                  |
| Áronské požehnání (Ať ti požehná Hospodin) | Mária Wiesnerová |
| Ať přijde probuzení                        | Daniel Eberle    |
| Bůh buď v hlavě mé                         |                  |
| Bůh za mě zápas dokončí                    |                  |
| Byl srdcem služebník                       | Vilém Steinigl   |
| Čeká nás párty                             | Petr Brůžek      |
| Chci být tam, kde Ty jsi rád               |                  |
| Chci nést svůj kříž                        |                  |
| Chvalte služebníci                         | Milan Koldinský  |
| Chválu vzdejte Hospodinu                   |                  |
| Cítím Tvůj dotek                           | Ivan Růžička     |
| Dokonalé město                             |                  |
| Dokonáno jest                              |                  |
| Haleluja, je jen jeden Pán                 |                  |
| Haleluja, sláva                            |                  |
| Hledejte nejprve Boží království           |                  |
| Hospodine, Ty mi světlo rozsvěcíš          |                  |
| Hvězdáři                                   |                  |
| Já sám                                     | Jana Špálková    |
| Jen dvě cesty jsou                         | Luboš Hlavsa     |
| Ježíši, Beránku                            |                  |
| Jsem kvítek šáronský                       | Jan Pokorný      |
| Jsem Ti blízko                             |                  |
| Jsme děti Tvé                              |                  |
| K narozeninám                              |                  |
| Když Egypt je nám v patách                 | Petr Brůžek      |
| Králi můj, Tebe hledám                     |                  |
| Kristus kraluje                            |                  |
| Lid, který chodí v temnotách               |                  |
| Lidé všech národů                          |                  |
| Maranatha!                                 |                  |
| Na večerním nebi                           |                  |
| Nápis na veřejích                          | Zuzana Pešková   |
| Někdy se zdá                               |                  |
| Ó Hospodine, jsi má skrýš                  | Martin Šimek     |
| Otče náš nebeský                           |                  |
| Pěj chválu nádhernému Pánu                 |                  |
| Požehnání Všemohoucího                     |                  |
| Požehnaný                                  | Ivan Růžička     |
| Radostnou zprávu nesu                      | Tomáš Joska      |
| S námi je Bůh                              |                  |
| Schody do nebe                             | Hana Shánělová   |
| Sláva Pánu Ježíši                          |                  |
| Stáj chudičká                              | Jiří Jelínek     |
| Ten večer                                  | Martin Šimek     |
| Tvoje krev                                 | Jiří Jelínek     |
| V tu noc                                   |                  |
| Ve dlaních                                 |                  |
| Veni Sancte Spiritus                       |                  |
| Veni Spiritus Sancte                       |                  |
| Věřím v Boha                               | Ivan Růžička     |
| Vítáme Tě mezi námi, Pane                  |                  |
| Všechno, co by sis přál                    |                  |
| Vzhůru, pojďme k vodám                     |                  |
| Z našich srdcí Tobě                        |                  |
| Zdravíme Vás                               |                  |
| Ztišení                                    |                  |